# 719 (numero)
Settecentodiciannove (719) è il numero naturale dopo il 718 e prima del 720.

## Proprietà matematiche
- È un numero dispari.
- È un numero difettivo.
- È un numero primo.
  - È un numero primo di Sophie Germain dato che 719·2 +1 = 1439 è anch'esso un numero primo.
  - È un numero primo di Chen.
  - È un numero primo sicuro.
  - È un numero primo fattoriale.
  - È un numero primo troncabile a destra.
  - È un numero primo di Eisenstein.
- È somma di sette numeri primi consecutivi (89 + 97 + 101 + 103 + 107 + 109 + 113).
- È un numero palindromo nel sistema di numerazione posizionale a base 9 (878) e in quello a base 13 (434).
- È un numero intero privo di quadrati.
- È un numero congruente.

## Astronomia
- 719 Albert è un asteroide near-Earth della fascia principale del sistema solare.
- NGC 719 è una galassia lenticolare della costellazione dell'Ariete.

## Astronautica
- Cosmos 719 è un satellite artificiale russo.